# Papà Gambalunga (film 1931)
Papà Gambalunga è un film del 1931, diretto da Alfred Santell.

## Trama
Alfred, un ricco uomo d'affari statunitense di buon cuore, adotta l'orfanella Judy, per farla educare e studiare alle maniere del suo rango. La fanciulla col passare degli anni, ricorda il padrino che ha visto di sfuggita una sola volta anni prima e di cui ricorda solo la lunghezza delle sue gambe.
Judy è diventata una bella ragazza istruita e Alfred si innamora di lei anche se capisce che la differenza di età è un grosso problema. Anche la ragazza si sente attratta dall'uomo pur ignorando che lui è quello che lei chiama "papà Gambalunga".